# 장포 (동오)
장포(張布, ? ~ 264년)는 중국 삼국시대 오나라의 정치가이다.

## 행적
손침이 손량(孫亮)을 폐위시키고 손휴를 세웠으나, 손침이 실권을 쥐고 있었기 때문에 손휴 역시 손침을 꺼렸다. 때문에 손침이 술과 고기를 바쳤음에도 받지 않았다. 손침은 당시 좌장군(左將軍)이었던 장포의 집으로 찾아가 손휴를 원망하는 말을 늘어놓았는데, 장포는 이 일을 손휴에게 고했다. 두려움을 느낀 손휴는 장포와 함께 손침을 제거할 계획을 꾸몄다.
장포는 손휴에게 정봉(丁奉)을 추천해 거사에 가담시켰으며, 정봉은 연말에 신들에게 제사지내는 납회(臘會) 때 손침을 불러들여 죽일 것을 제안했다. 이 계책을 실행한 결과 손침은 간단히 붙잡혀 그날로 처형당했다. 거사가 성공하고 손침 일당을 제압한 공으로 보의장군(輔義將軍)에 임명되고 영강후(永康侯)에 봉해졌으며, 그의 두 동생 장돈(張惇)과 장순(張恂)에게도 벼슬이 내려졌다.
이후 손휴에게 위임받아 정무를 처리하게 되었는데, 권력을 쥐게 되자 거만한 행동을 자주 했다. 또 손휴가 위소(韋昭), 성충(盛沖)과 예법을 논하려 하자 이들이 손휴의 총애를 받아 자신의 권력을 잃게 될 것이 두려워 이를 막으려 하였다. 손휴는 장포의 반대가 당치 않음을 지적하여 장포가 사죄하게 만들었으나, 장포를 의식해 원래의 계획을 취소했다.

## 죽음
264년 손휴가 죽자, 좌전군 만욱(萬彧)은 장포와 복양흥에게 당시 평판이 높던 오정후 손호를 옹립할 것을 권했고, 장포는 복양흥(濮陽興)과 함께 태후에게 아뢰어 손호를 추대하였다. 장포는 이 공으로 표기장군이 되고 시중을 겸했다. 그러나 손호가 등극 후 폭정을 일삼자, 장포와 복양흥은 손호를 추대한 것을 후회했다. 이를 알아차린 만욱이 손호에게 고하자, 손호는 11월 1일 신하들이 입조했을 때 두 사람을 광주로 귀양보내게 했으며, 도중에 사람을 보내 죽이고 그들의 삼족을 멸했다.

## 삼국지연의의 장포
제119회, 제120회에 등장한다. 제119회에서는 손침 암살 장면에서 나오며 역사 기록과 거의 비슷하게 활약한다. 제120회에서는 복양흥과 함께 포학해지고 주색을 탐하는 손호에게 간하다가 참수당하고 삼족이 멸해진다.

## 같이 보기
- 삼국지 인물 목록